# خط طول 61° شرق
خط طول 61° شرق هو أحد خطوط الطول الجغرافية، والتي تمتد من القطب الشمالي الجغرافي إلى القطب الجنوبي الجغرافي، وحسب التحويل الزمني يتقدم خط طول 61° شرق عن خط غرينتش بـ4 ساعات و4 دقائق.

## من القطب إلى القطب
ينطلق خط طول 61° شرق من القطب الشمالي نحو القطب الجنوبي مرورا بالمناطق التي ترد في الجدول التالي:
| الإحداثيات                         | البلد أو الإقليم أو البحر | ملاحظات                                                                                              |
| ---------------------------------- | ------------------------- | --- |
| 90°0′N 61°0′E / 90.000°N 61.000°E  | المحيط المتجمد الشمالي    | |
| 81°6′N 61°0′E / 81.100°N 61.000°E  | روسيا                     | La Ronciere Island و جزيرة ويلكزك, أرخبيل فرنسوا جوزيف                                               |
| 80°22′N 61°0′E / 80.367°N 61.000°E | بحر بارنتس                | |
| 76°14′N 61°0′E / 76.233°N 61.000°E | روسيا                     | جزيرة سيفيرني, نوفايا زيمليا                                                                         |
| 75°10′N 61°0′E / 75.167°N 61.000°E | بحر كارا                  | |
| 69°50′N 61°0′E / 69.833°N 61.000°E | روسيا                     | |
| 53°55′N 61°0′E / 53.917°N 61.000°E | كازاخستان                 | لحوالي 4 km                                                                                          |
| 53°53′N 61°0′E / 53.883°N 61.000°E | روسيا                     | |
| 53°40′N 61°0′E / 53.667°N 61.000°E | كازاخستان                 | لحوالي 6 km                                                                                          |
| 53°37′N 61°0′E / 53.617°N 61.000°E | روسيا                     | |
| 52°51′N 61°0′E / 52.850°N 61.000°E | كازاخستان                 | |
| 52°26′N 61°0′E / 52.433°N 61.000°E | روسيا                     | لحوالي 14 km                                                                                         |
| 52°18′N 61°0′E / 52.300°N 61.000°E | كازاخستان                 | |
| 51°28′N 61°0′E / 51.467°N 61.000°E | روسيا                     | |
| 50°41′N 61°0′E / 50.683°N 61.000°E | كازاخستان                 | |
| 44°25′N 61°0′E / 44.417°N 61.000°E | أوزبكستان                 | |
| 41°14′N 61°0′E / 41.233°N 61.000°E | تركمانستان                | |
| 36°39′N 61°0′E / 36.650°N 61.000°E | إيران                     | |
| 34°42′N 61°0′E / 34.700°N 61.000°E | أفغانستان                 | |
| 31°28′N 61°0′E / 31.467°N 61.000°E | إيران                     | |
| 29°59′N 61°0′E / 29.983°N 61.000°E | أفغانستان                 | لحوالي 19 km                                                                                         |
| 29°49′N 61°0′E / 29.817°N 61.000°E | باكستان                   | بلوشستان (باكستان) - لحوالي 12 km                                                                    |
| 29°43′N 61°0′E / 29.717°N 61.000°E | إيران                     | |
| 25°13′N 61°0′E / 25.217°N 61.000°E | المحيط الهندي             | |
| 60°0′S 61°0′E / 60.000°S 61.000°E  | المحيط الجنوبي            | |
| 67°27′S 61°0′E / 67.450°S 61.000°E | القارة القطبية الجنوبية   | الإقليم الأسترالي في القارة القطبية الجنوبية, المطالب الإقليمية بالقارة القطبية الجنوبية by أستراليا |